# Harrison Delbridge
Harrison Delbridge (Sídney, 15 de marzo de 1992) es un futbolista australiano que juega en la demarcación de defensa para el Incheon United F. C. de la K League 1.

## Selección nacional
Hizo su debut con la selección de fútbol de Australia el 25 de septiembre de 2022 en un partido amistoso contra Nueva Zelanda que finalizó con un resultado de 0-2 a favor del combinado australiano tras los goles de Jason Cummings y Mitchell Duke.

## Clubes
| Club                      | País           | Año       | Partidos | Goles |
| ------------------------- | -------------- | --------- | -------- | ----- |
| Ventura County Fusion     | Estados Unidos | 2013      | 7        | 1     |
| Sacramento Republic F. C. | Estados Unidos | 2014      | 19       | 1     |
| Portland Timbers 2        | Estados Unidos | 2015      | 20       | 1     |
| F. C. Cincinnati          | Estados Unidos | 2016-2017 | 67       | 4     |
| Melbourne City F. C.      | Australia      | 2018-2020 | 68       | 1     |
| Incheon United F. C.      | Corea del Sur  | 2021-     | 114      | 2     |